# Burr Oak (Michigan)
Burr Oak is een plaats (village) in de Amerikaanse staat Michigan, en valt bestuurlijk gezien onder St. Joseph County.

## Demografie
Bij de volkstelling in 2000 werd het aantal inwoners vastgesteld op 797.
In 2006 is het aantal inwoners door het United States Census Bureau geschat op 763, een daling van 34 (-4,3%).

## Geografie
Volgens het United States Census Bureau beslaat de plaats een oppervlakte van
2,6 km², geheel bestaande uit land. Burr Oak ligt op ongeveer 268 m boven zeeniveau.

## Plaatsen in de nabije omgeving
De onderstaande figuur toont nabijgelegen plaatsen in een straal van 20 km rond Burr Oak.